# ГАЗ Волга

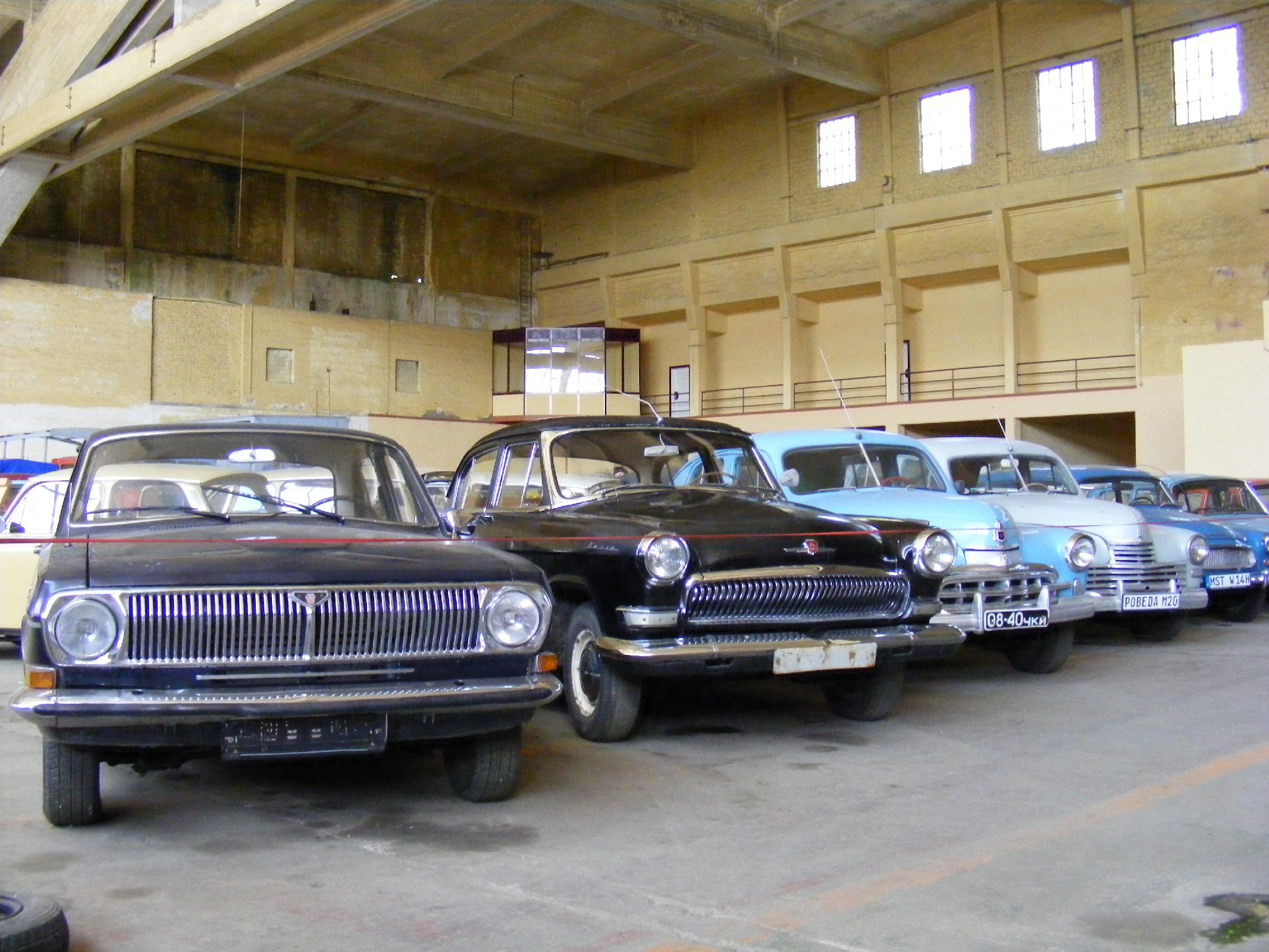
ГАЗ-24 та ГАЗ-21 «Волга»

ГАЗ «Волга» — назва ряду легкових автомобілів середнього класу, що випускалися на Горьківському автомобільному заводі протягом 1956—2010 років.

## Моделі Волги
- ГАЗ-21
- ГАЗ-22
- ГАЗ-24
- ГАЗ-24-02
- ГАЗ-24-10
- ГАЗ-3102
- ГАЗ-31029
- ГАЗ-31022
- ГАЗ-3105
- ГАЗ-3110
- ГАЗ-31105
- ГАЗ-311055
- ГАЗ-3111
- ГАЗ-3115
- ГАЗ Volga Siber

## Галерея

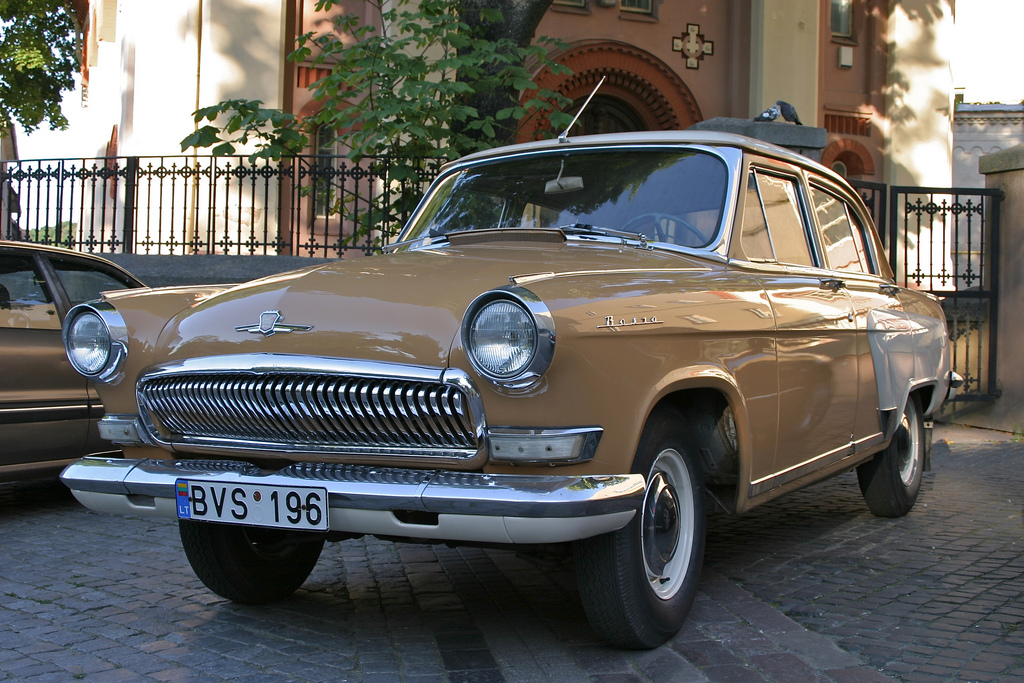
ГАЗ-21 Волга (1956—1970)
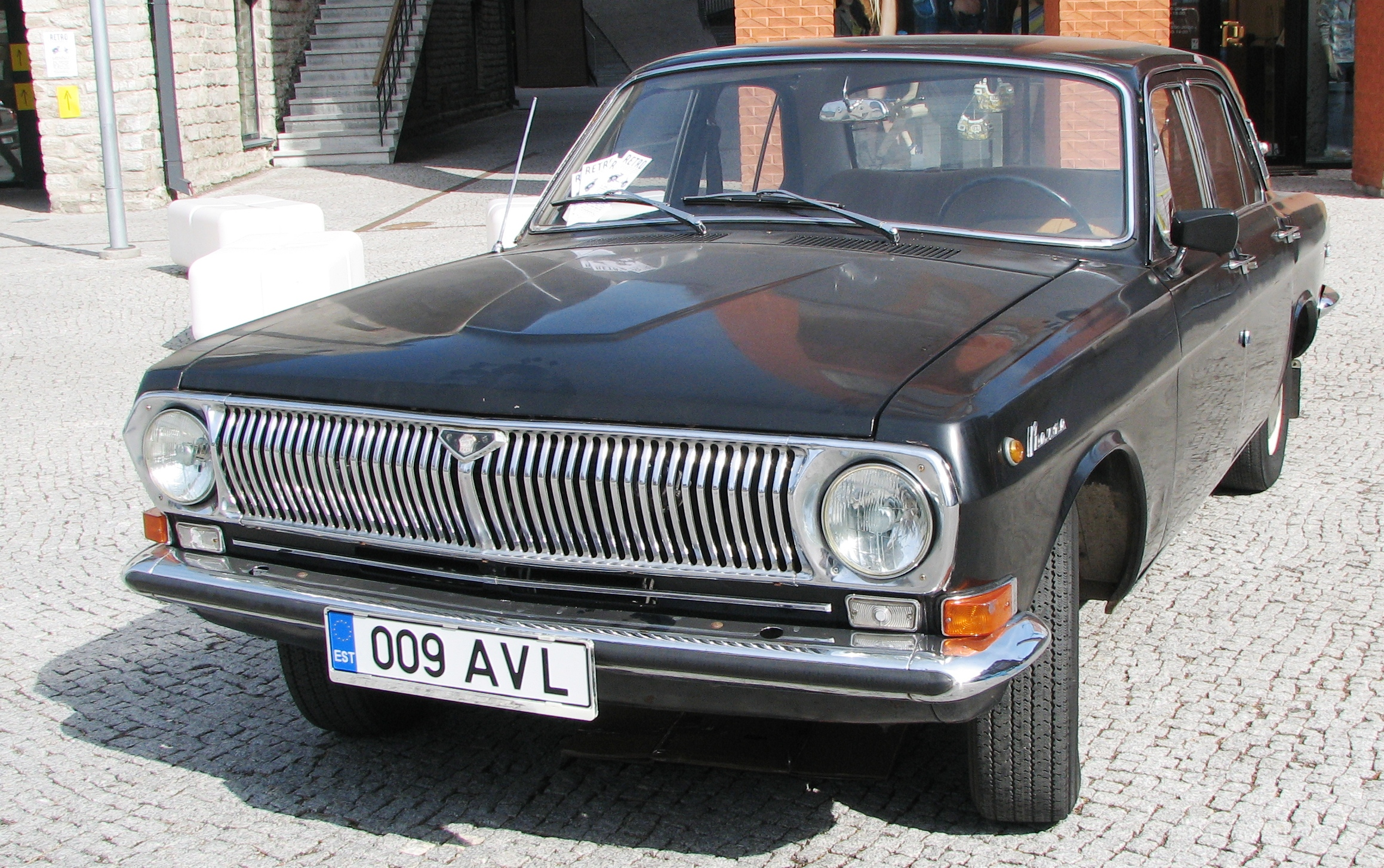
ГАЗ-24 Волга (1967—1985)
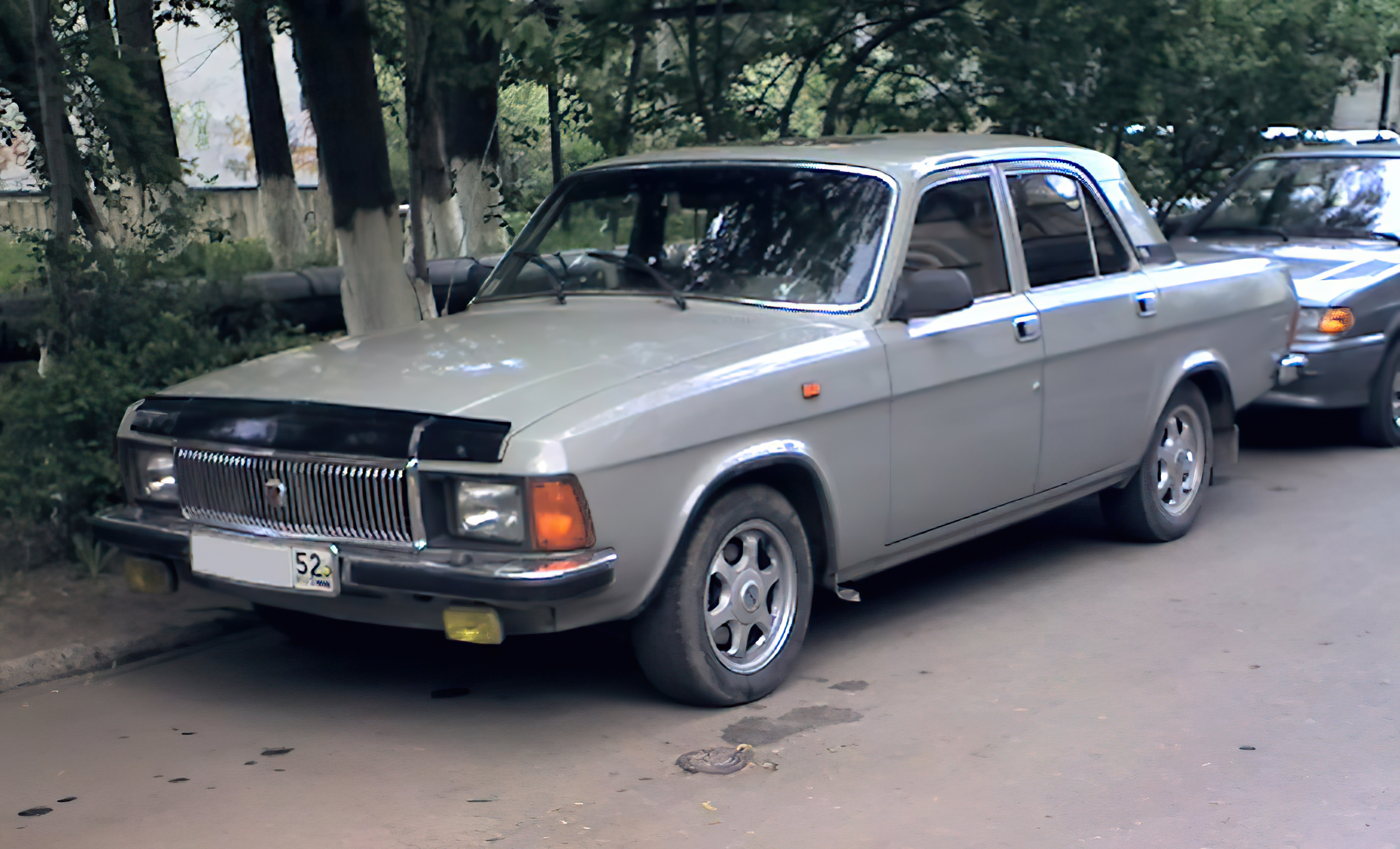
ГАЗ-3102 Волга (1982—2009)
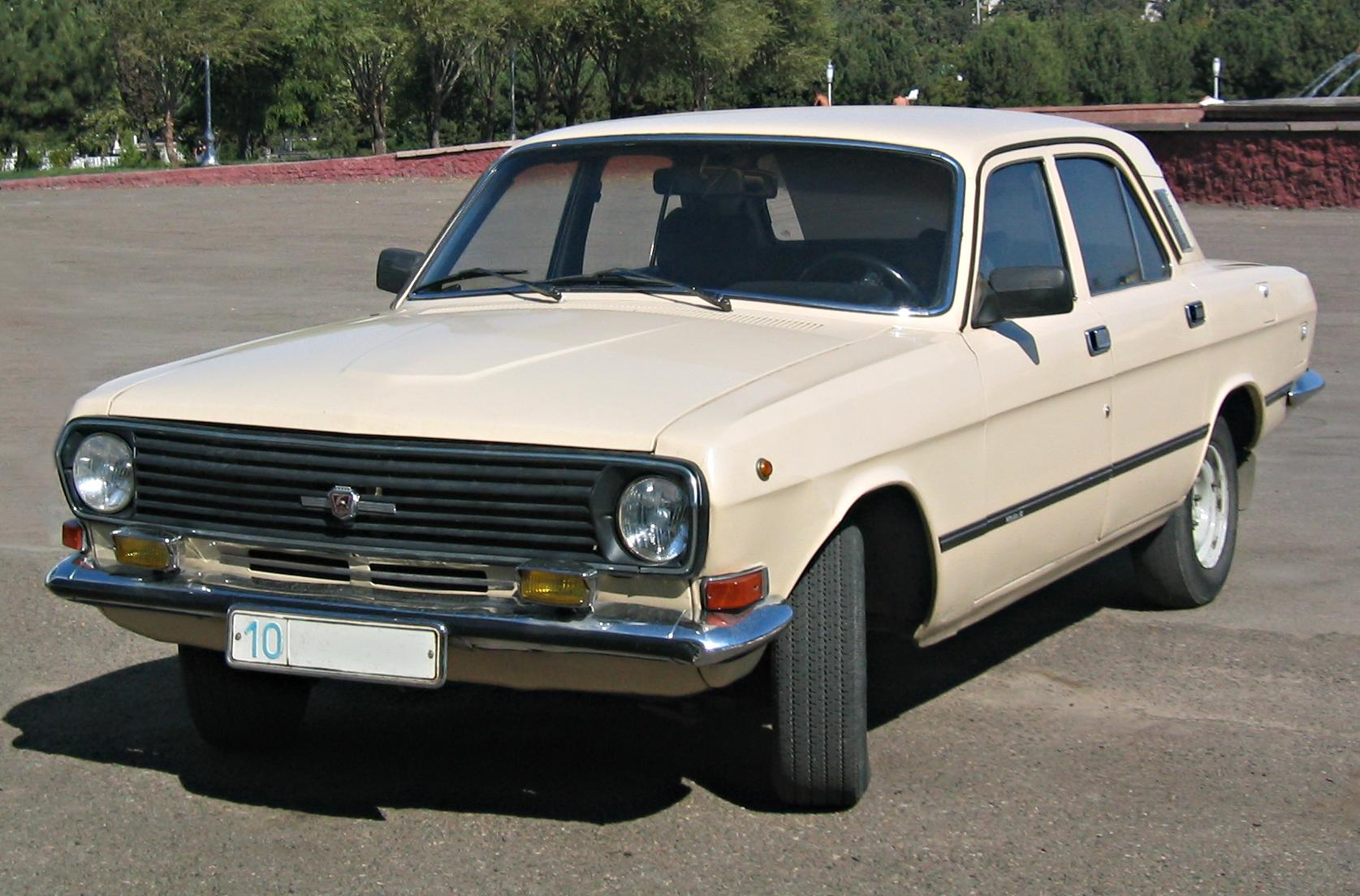
ГАЗ-24-10 Волга (1985—1992)
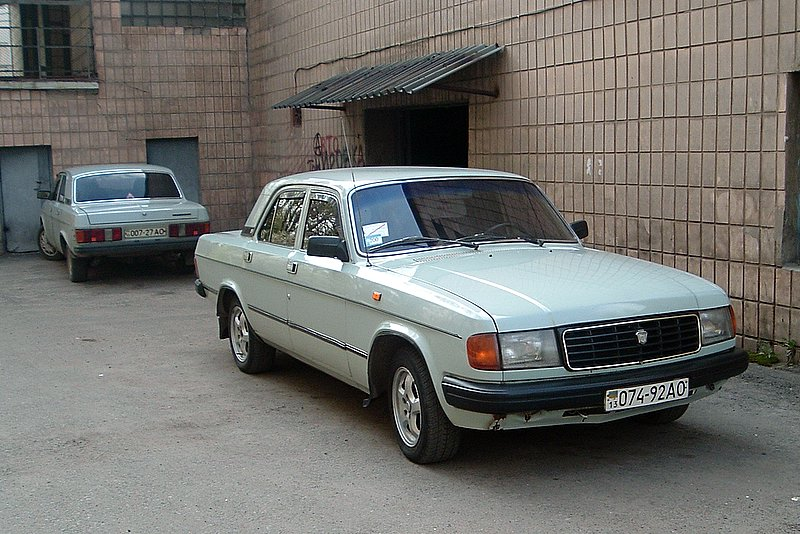
ГАЗ-31029 Волга (1992—1997)
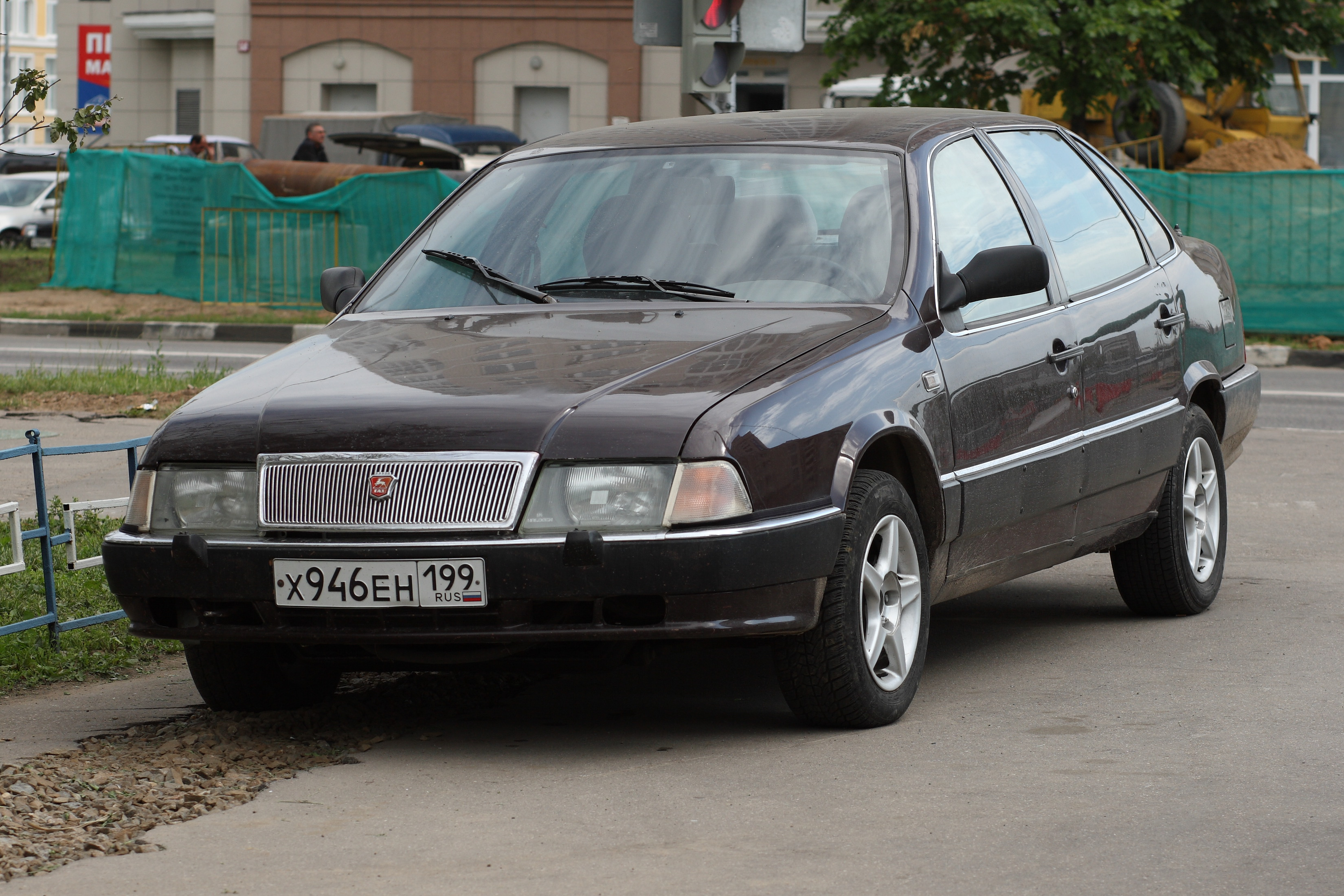
ГАЗ-3105 Волга (1992—1996)
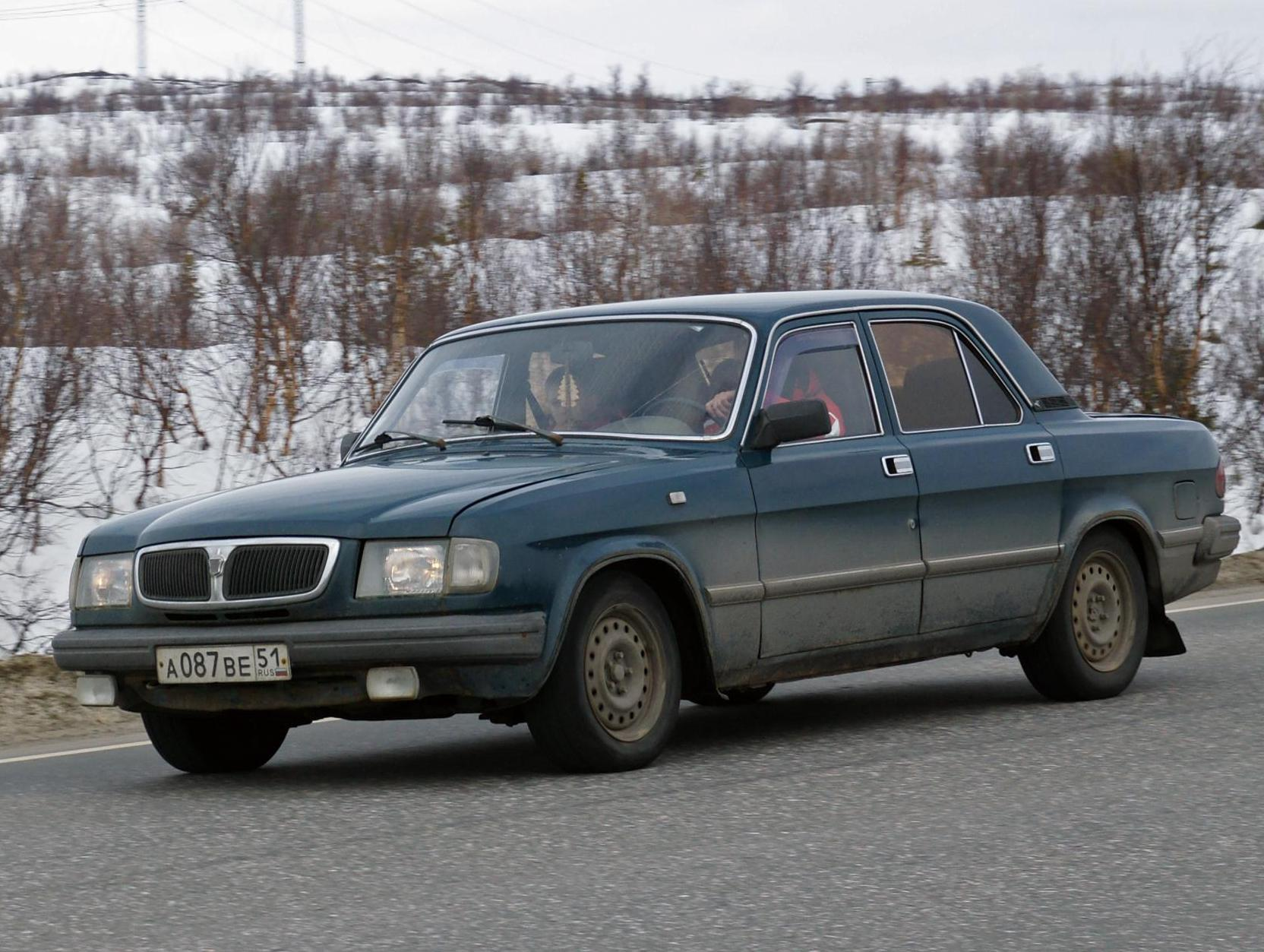
ГАЗ-3110 Волга (1996—2005)
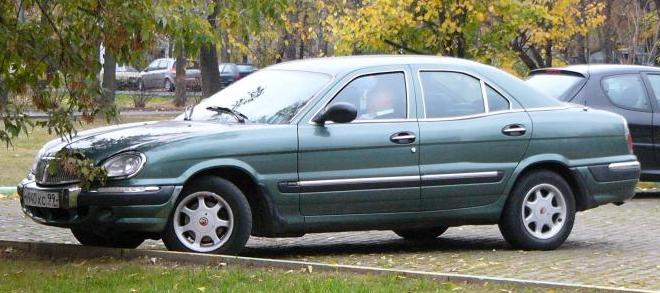
ГАЗ-3111 Волга (1999—2005)
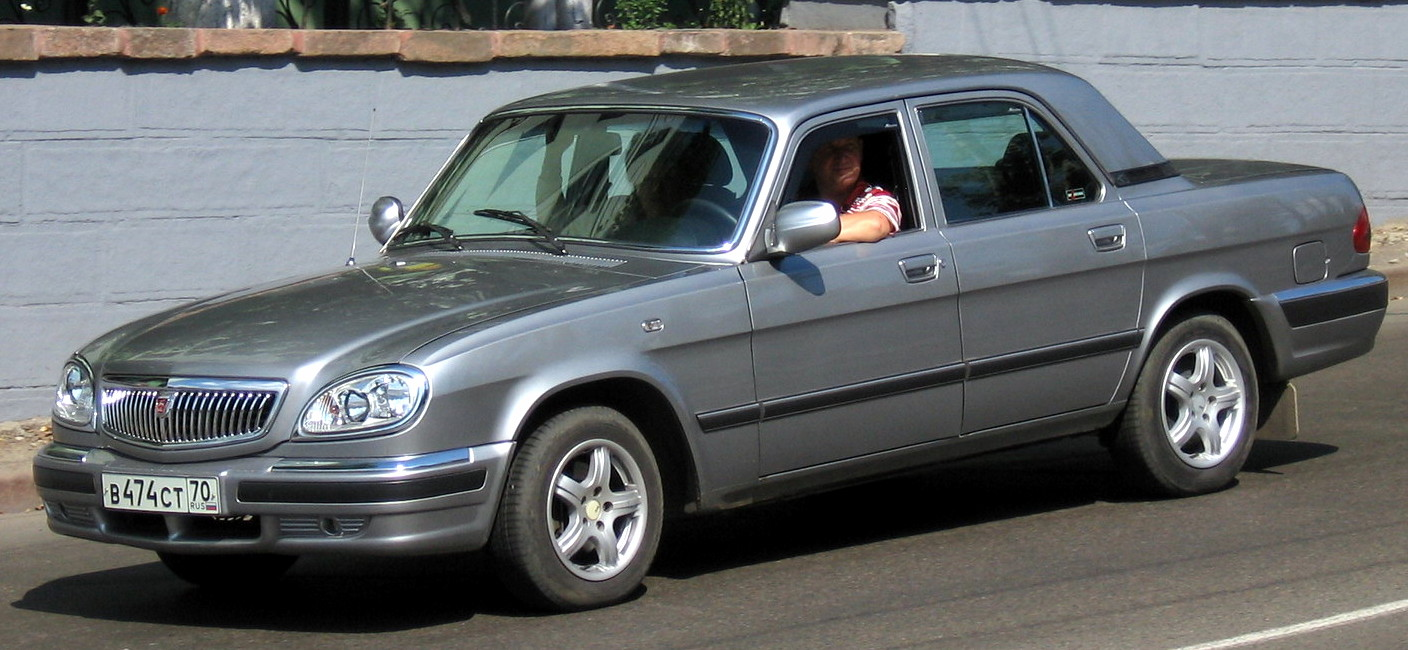
ГАЗ-31105 Волга (2004—2009)
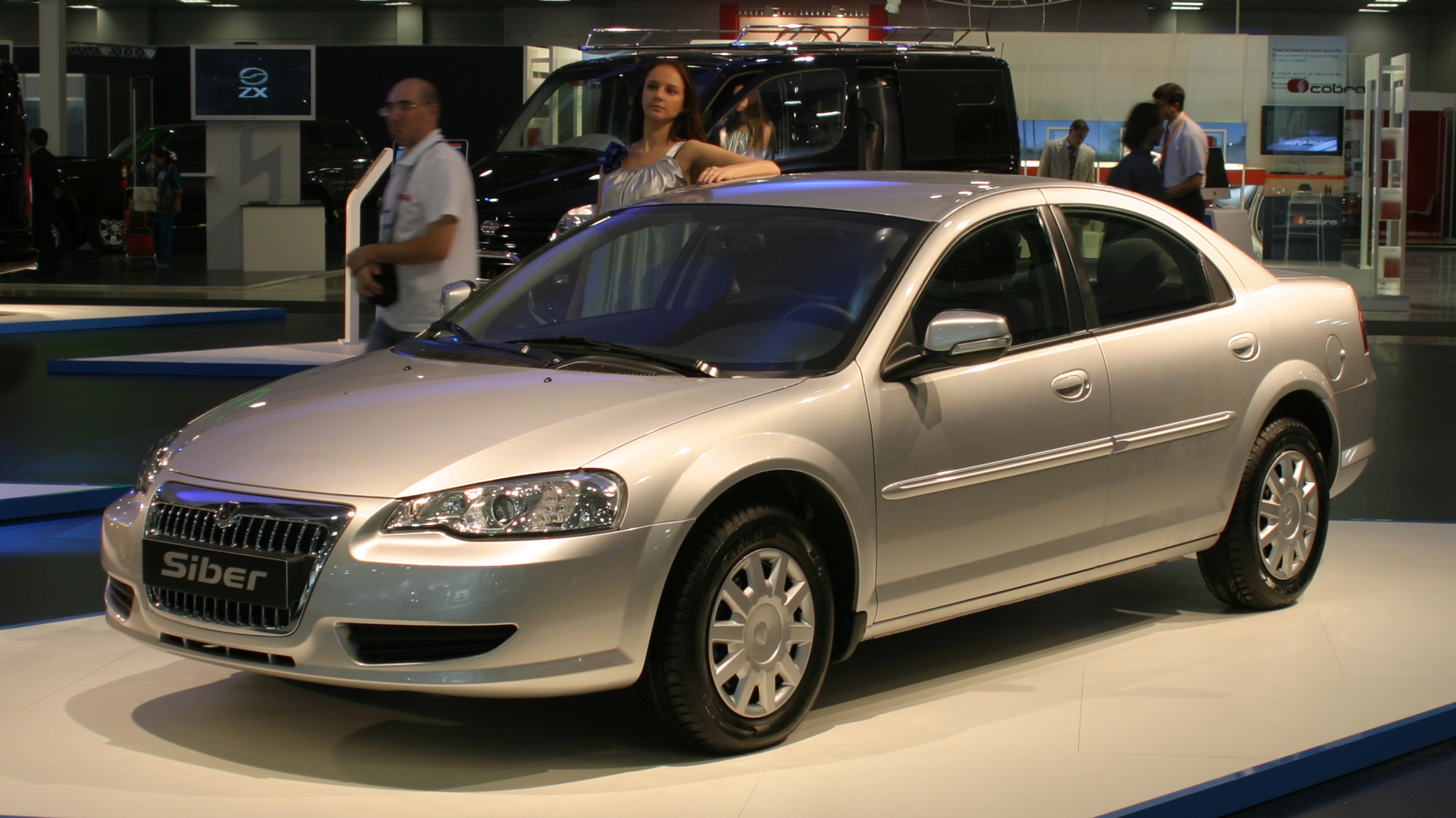
ГАЗ Волга Сайбер (2008—2010)